# Балцан, Хаим
Хаим Бенционович Балца́н (ивр. חײם בלצן‎; англ. Hayim Baltsan; 5 мая 1910, Кишинёв, Бессарабская губерния — 14 августа 2002, Израиль) — израильский лексикограф, журналист, государственный деятель.

## Биография
Родился в Кишинёве в семье ивритского прозаика и исследователя древнееврейской литературы Бенциона Шмилевича (Самуиловича) Балцана (1885—1941, родом из Леово) и Эстер Кременштейн, — в литературной династии, среди членов которой — его двоюродный брат, известный молдавский поэт Иосиф Балцан, дядя — лексикограф, автор первого трёхъязычного иврит-идиш-румынского словаря Лейб Шмилевич (Самуилович) Балцан (1891—1942), племянник — журналист и издатель Лев (Леонид) Балцан.
В 1935 году после обучения в Бухарестском университете поселился в подмандатной Палестине, где изучал юриспруденцию в Еврейском университете в Иерусалиме. Стал учредителем и главным редактором отдела новостей газеты «Ха-Бокер» (1935—1942), работал корреспондентом газеты «Га-Арец» в Турции, Восточной и Центральной Европе.
В годы Второй мировой войны служил в британских войсках, в охране посольства США (1942—1943) и Великобритании (1943—1944) в Стамбуле. Был директором организации по оказанию помощи беженцам ХИАС (Еврейская ассоциация помощи иммигрантам) в Турции (1944—1945) и Чехословакии (1945—1948). Родители погибли в гетто Транснистрии.
После образования Государства Израиль возглавил отдел по связям с общественностью министерства обороны (с 1949 года). В 1970 году основал и возглавил (до 1973 года) факультет журналистики Тель-Авивского университета. Был исполнительным директором и почётным главным редактором Израильского агентства новостей, вице-президентом Тель-Авивской ассоциации журналистов (1987—1989).
В 1974 году стал соучредителем «Движения за единообразное правописание на иврите», составил «Предложение о реформе правописания на иврите» и ряд необычайно популярных транслитерированных иврит-английских, англо-ивритских (с 1989 года), русско-ивритских и иврит-русских (с 1991 года) словарей, которые выдержали множество переизданий как в Израиле, так и в США.
Дочь — известная израильская пианистка Астрит Балцан (род. 1956).

## Книги Хаима Балцана
- Webster’s New World Hebrew Dictionary: Hebrew-English/English-Hebrew, transliterated, McMillan Reference Books: Нью-Йорк, 1989 и 1992; ряд переизданий, в том числе Simon & Schuster Inc: Нью-Йорк, 1994 и Prentice Hall: Нью-Йорк, 1995.
- Практический словарь иврита для русскоязычных (с транслитерацией), Карта: Тель-Авив, 1995.
- Словарь иврита для говорящих по-русски (еврейским письмом и в транслитерации), Иврус: Тель-Авив, 2000.
- Иврит-русский словарь для всех, Иврус: Тель-Авив, 2000.
- Русский-иврит словарь для всех (в соавторстве с Львом Балцаном), Иврус: Тель-Авив, 2000.